# Thallomys loringi
Thallomys loringi — вид гризунів родини мишевих (Muridae). Зустрічається в Кенії і Танзанії. Його природними середовищами існування є субтропічні або тропічні сухі ліси, сухі савани та субтропічні або тропічні сухі чагарники.
Вид названий на честь Джона Олдена Лорінга.

## Морфологічна характеристика
Гризун середнього розміру з довжиною голови й тулуба від 120 до 170 мм, довжиною хвоста від 130 до 210 мм і вагою до 100 г. Верх коричневий, з чорнуватими відблисками вздовж спини та світло-палевим на крупі. Бока світліші. Черевні частини кремово-білі з основами волосків шиферного кольору. Лінія поділу по боках чітка. На морді є дві чорнуваті смуги, які простягаються від кінчика морди до основи вух, через кожне око. Голова і область між очима темно-коричневі. Вуха вкриті невеликою кількістю рудуватих волосків. Лапи та щоки кремово-білі. Хвіст довший за голову й тулуб, рівномірно чорнуватий і вкритий чорнуватими волосками, які поступово стають довшими до кінця, де утворюють пучок.

## Спосіб життя
Це нічний і деревний вид.